# Театр Сан-Бенедетто
Театр «Сан-Бенеде́тто» (итал. Teatro San Benedetto) — оперный театр в Венеции, основанный в 1755 году. Наиболее активно функционировал во 2-й половине XVIII века, будучи одной из главных оперных площадок города наряду с более старыми театрами Сан-Лука, Сан-Моизе, Сан-Кассиано и другими. В XIX веке его основным конкурентом стал театр «Ла Фениче», открывшийся в 1792 году.
В театре «Сан-Бенедетто» впервые начали опускать занавес между действиями спектакля, тем самым заложив традиции антракта.  

## История
Театр был построен по заказу семейства Гримани, уже владевшим большими театрами Сан-Джованни и Сан-Самуэле, как более камерная сцена для постановок опер-сериа. Для строительства Микеле Гримани выбрал участок, принадлежавший семействам Веньер и Тьеполо. Театр вместимостью в 155 лож был построен в форме цирка — будучи практически окружностью в плане, он обладал обширной сценой. Открытие состоялось 26 декабря 1755 года постановкой оперы Джоаккино Кокки «Зое».  
В 1766 году, когда у Гримани начались финансовые проблемы, здание перешло в совместную собственность нескольких знатных венецианских патрициев, владевших собственными ложами в театре. 
В первой половине 1760-х годов балетмейстером театра был Пьер Гранже. В 1765 и 1767—1769 годах году эту должность занимал Винченцо Галеотти, танцевавший в театре с 1761 года. На тот момент труппа состояла из двух солистов, солистки, супруги Галеотти Антонии, и шестнадцати артистов кордебалета. 1772—1773 годах балетмейстером театра был педагог Галеотти Гаспаро Анджолини.
После пожара, случившегося 5 февраля 1774 года (1773-й по венецианскому календарю), театр был перестроен архитектором Пьетро Чеккиа на средства венецианских патрициев — при этом зрительный зал вместо полуциркульной приобрёл традиционную для итальянского театра подковообразную форму. 
22 января 1782 года в театре «Сан-Бенедетто» были даны бал и торжественный ужин в честь графа и графини Северных — наследника российского престола Павла Петровича и его супруги Марии Фёдоровны, совершавших путешествие по Европе.
В 1786 году после судебного разбирательства театр перешёл в собственность семейства Веньер, которому принадлежала земля, на которой он был построен, и с 1787 года стал функционировать как «Театр Веньер». В 1821 году его владельцем стал импресарио Джованни Галло, после чего он стал называться «Театром Галло». Сын Галло, к которому театр перешёл по наследству в 1848 году, в 1868 году переименовал его в честь композитора Джоаккино Россини в «Театр Россини».  
В 1937 году здание было перестроено архитектором Карло Скарпа под кинотеатр. Этот «Кинотеатр Россини» был закрыт в 2007 году, в 2010 году на средства города началась реконструкция здания.

## Премьеры
В театре состоялось более 140 оперных премьер, среди которых:
- 26 декабря 1755 — «Зое» Джоаккино Кокки (открытие театра)
- 18 октября 1798 — «Как оригинально![англ.]» Симона Майра
- 22 мая 1813 — «Итальянка в Алжире» Джоаккино Россини, постановка Джованни Пикути
- 8 июня 1815 — «Клотильда[англ.]» Карло Кочча
- 26 июня 1816 — «Этелинда[итал.]» Карло Кочча
- 14 января 1819 — «Верная супруга» Джованни Пачини
- 24 апреля 1819 — «Эдуардо и Кристина[англ.]» Джоаккино Россини
- 28 февраля 1850 — «Криспино и кума[англ.]» Луиджи и Федерико Риччи
- 6 мая 1854 — «Травиата» Джузеппе Верди (новая редакция композитора после провала в театре «Ла Фениче», Виолетта — Мария Специя-Альдигьери[англ.])